# Thomas Mackintosh
Thomas Mackintosh, né le 30 janvier 1997, est un rameur d'aviron néo-zélandais spécialiste du huit.

## Palmarès

### Jeux olympiques
- 2020 à Tokyo,  Japon
  -  Médaille d'or en huit[1]